# 羽田神社
羽田神社（はねだじんじゃ）は、東京都にある祇園信仰の神社。隣接する自性院の元鎮守社で、現在の本羽田・羽田・羽田旭町などに相当する羽田村・羽田猟師町鎮守。旧称は八雲神社・牛頭天王社。

## 歴史
戦国時代、蒲田・六郷・羽田・大師河原一帯の領主であり、羽田浦水軍の実質的な支配者であった行方与次郎が牛頭天王を祀ったのが創建の起源である。
稲毛領平村に鎮座する「八幡宮」（現・白幡八幡大神）の神主・小泉氏が社役を務めたとされ、6月に祭礼があり神輿渡御が行われた。
1861年（文久元年）、疱瘡（天然痘）が蔓延した際、将軍・徳川家定が病気平癒祈願に参詣して治癒した故事により、病気平癒で有名になり、徳川氏・島津氏・藤堂氏などからの信仰を集めた。
長らく隣の自性院の鎮守神の「牛頭天王社」として祀られていたが、明治時代の神仏分離政策により、須佐之男尊と稲田姫命を祀る祇園信仰の「八雲神社」として分離独立した。
1871年7月1日（明治4年5月14日）の太政官布告「官社以下定額・神官職制等規則」により、現在の本羽田・羽田・羽田旭町に相当する羽田村・羽田猟師町の村社となる。
明治初期、地域の富士講によって富士塚が築かれる。
1907年（明治40年）には、羽田村が町制施行して羽田町となり、同年「羽田神社」に改称。
1945年（昭和20年）から1948年（昭和23年）の間、連合国軍による東京飛行場拡張の為に強制退去させられた羽田穴守町・羽田鈴木町・羽田江戸見町（現羽田空港）村社の穴守稲荷神社が合祀され、のちに社殿が氏子地域内（羽田5丁目）に再建された。また、同じく強制退去となった鈴納稲荷神社が羽田神社境内へ、玉川弁財天が兼務神社・羽田水神社境内へ遷座されている。

## 氏子地域

### 羽田神社氏子地域
旧羽田村・旧羽田猟師町
- 大田区本羽田
- 大田区羽田 - 五丁目に穴守稲荷神社が鎮座している。
- 大田区羽田旭町

### 羽田神社の兼務神社氏子地域
- 大田区萩中 - 旧萩中村村社・萩中神社の氏子地域
- 大田区西糀谷 - 旧麹谷村村社・糀谷神社の氏子地域
- 大田区東糀谷 - 旧麹谷村村社・糀谷神社の氏子地域

## 兼務神社・境内神社

### 兼務神社
糀谷・羽田地域一帯に、広く兼務神社を有している。
- 西一仲江名神社
- 仲江名神社
- 西仲神社
- 糀谷神社 - 旧麹谷村村社
- 浜竹神社
- 三徳稲荷神社
- 村守稲荷神社
- 萩中神社 - 旧萩中村村社
- 妙法稲荷神社
- 重幸稲荷神社
- 中村天祖神社
- 鴎稲荷神社
- 白魚稲荷神社
- 羽田水神社

### 境内神社
- 鈴納稲荷神社
- 増田稲荷神社
- 羽田稲荷神社
- 日枝神社
- 富士塚「羽田富士」 - 明治時代初期に築造され、大田区の有形民俗文化財に指定されている[4]。

## 交通アクセス
- 大鳥居駅より徒歩9分（経路案内）。
- 穴守稲荷駅より徒歩12分（経路案内）。